# 神崎鼻

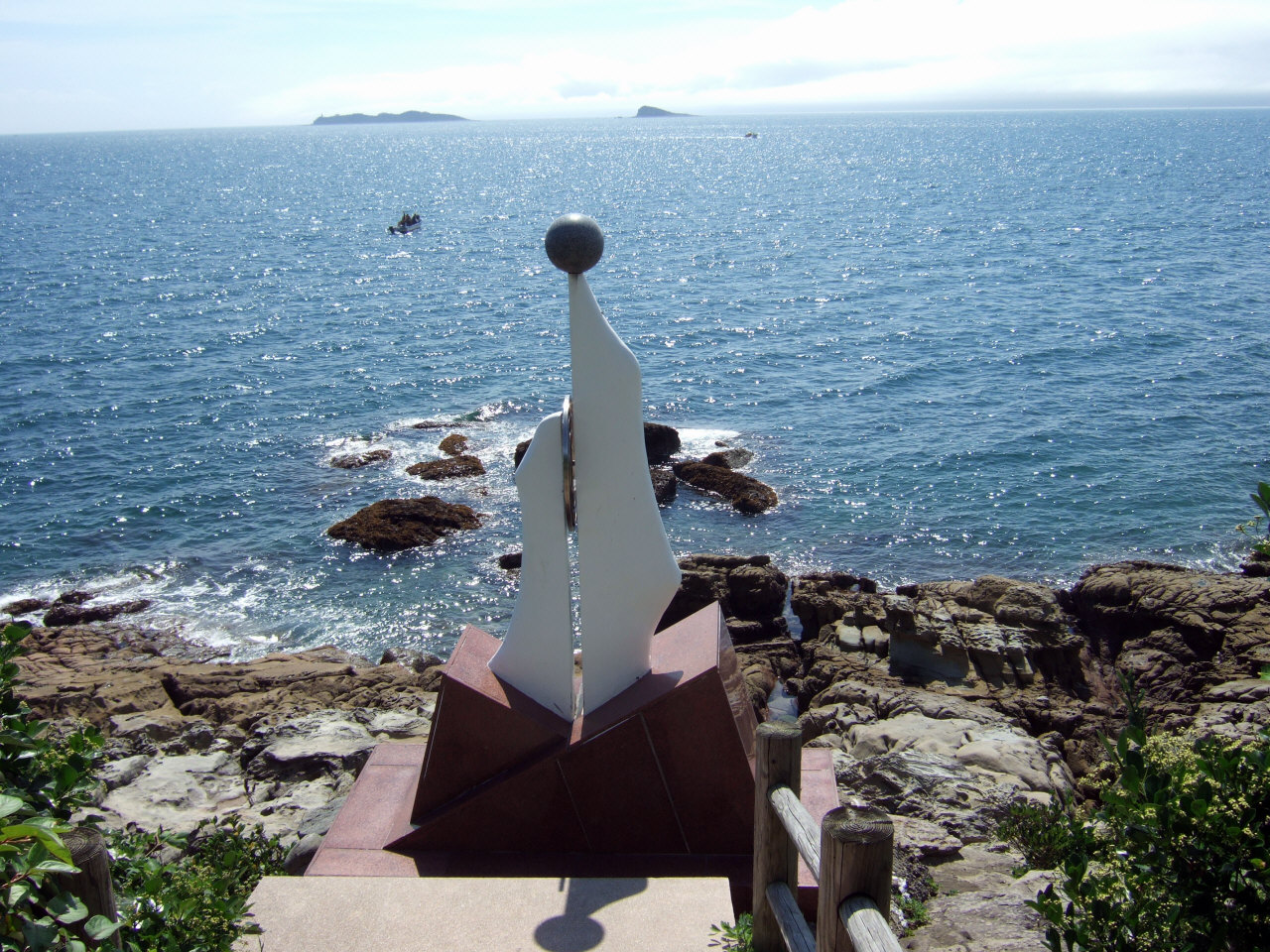
日本本土最西端のモニュメント

神崎鼻（こうざきはな）は、旧北松浦郡 小佐々町（2006年佐世保市に編入合併）楠泊にある岬。
九州本島の最西端となる。また離島航路整備法に言う（離島を含まない）日本の本土最西端ともなる。位置は東経129度33分、北緯33度13分。
佐世保市は「島嶼を除く日本本土最西端の自治体」としており、これによると神崎鼻は「島嶼を除く日本本土最西端」となる。

## 概要
- 岬の先端部は神崎鼻公園となっている。入園自由。最先端部に旧北松浦郡小佐々町が建立した「日本本土最西端」を示すモニュメントがある。
- 岬の前に広がるのは五島灘から続く海。その向こうには平戸市に属する上枯木島と下枯木島、天候次第で平戸島が見える。
- 小佐々町は1991年（平成3年）、それぞれ「日本本土の東西南北端」となる稚内市（「最北端」）、根室市（「最東端」）、佐多町（「最南端」）と「四極交流盟約」を締結した。[2]
- 旧小佐々町時代より、岬を訪れた観光客に「日本本土最西端訪問証明書」を町役場（佐世保市に合併後は同市小佐々行政センター）で発行している。土休日は行政センター夜間窓口で発行。
- 1989年(平成元年)に国土地理院が行った人工衛星による位置測量で、正式に「日本本土最西端の地」として合併した佐世保市により認定された。[3]

## 交通
- 長崎県道18号佐々鹿町江迎線より市道に入る（分岐部に案内板あり）。
- 公共交通機関利用の場合、佐世保側からは西肥バスの楠泊経由大加勢または江迎行で約1時間、「神崎入口」バス停下車徒歩20分。

## ギャラリー

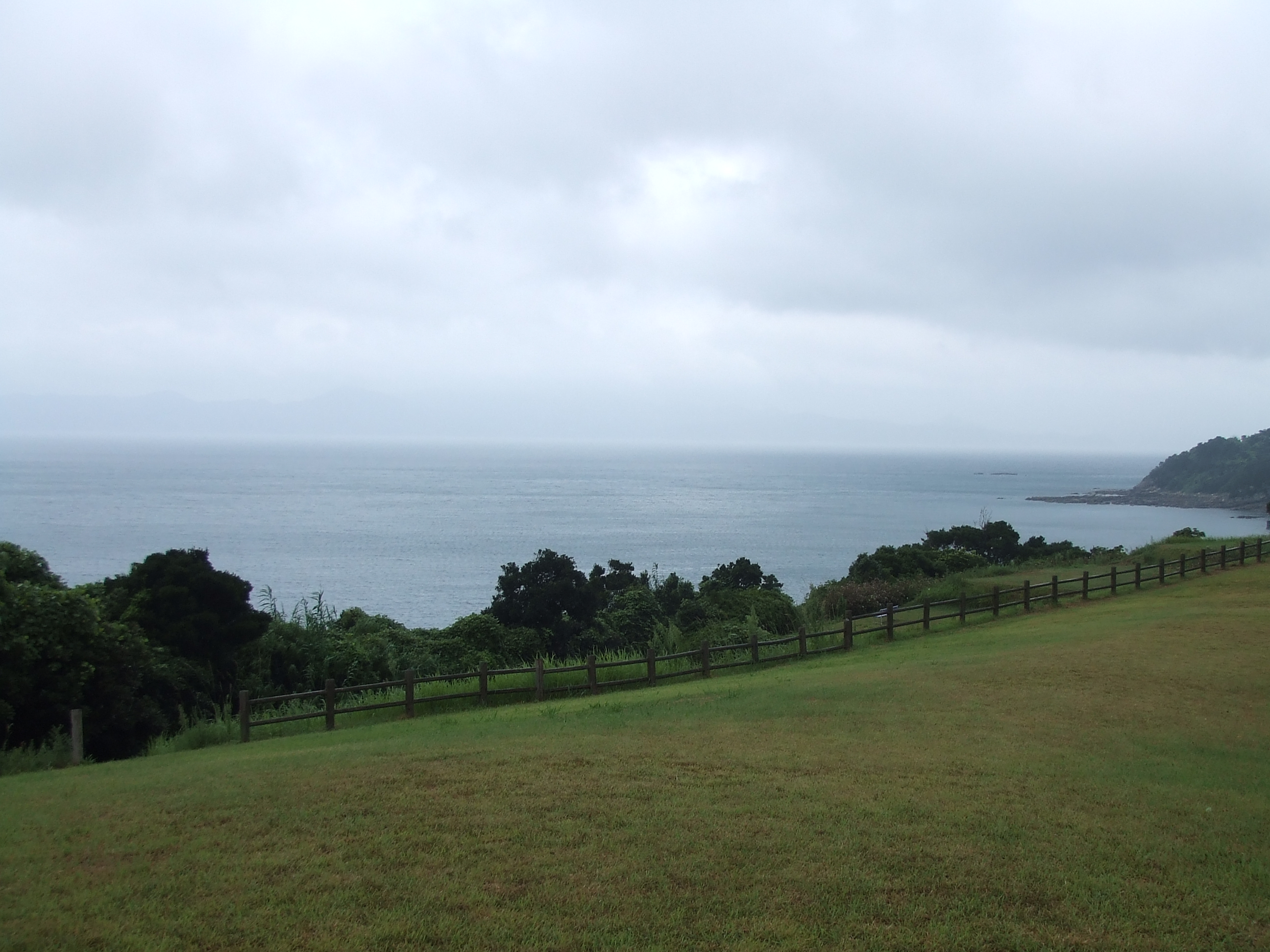
神崎鼻公園（2006年8月17日）
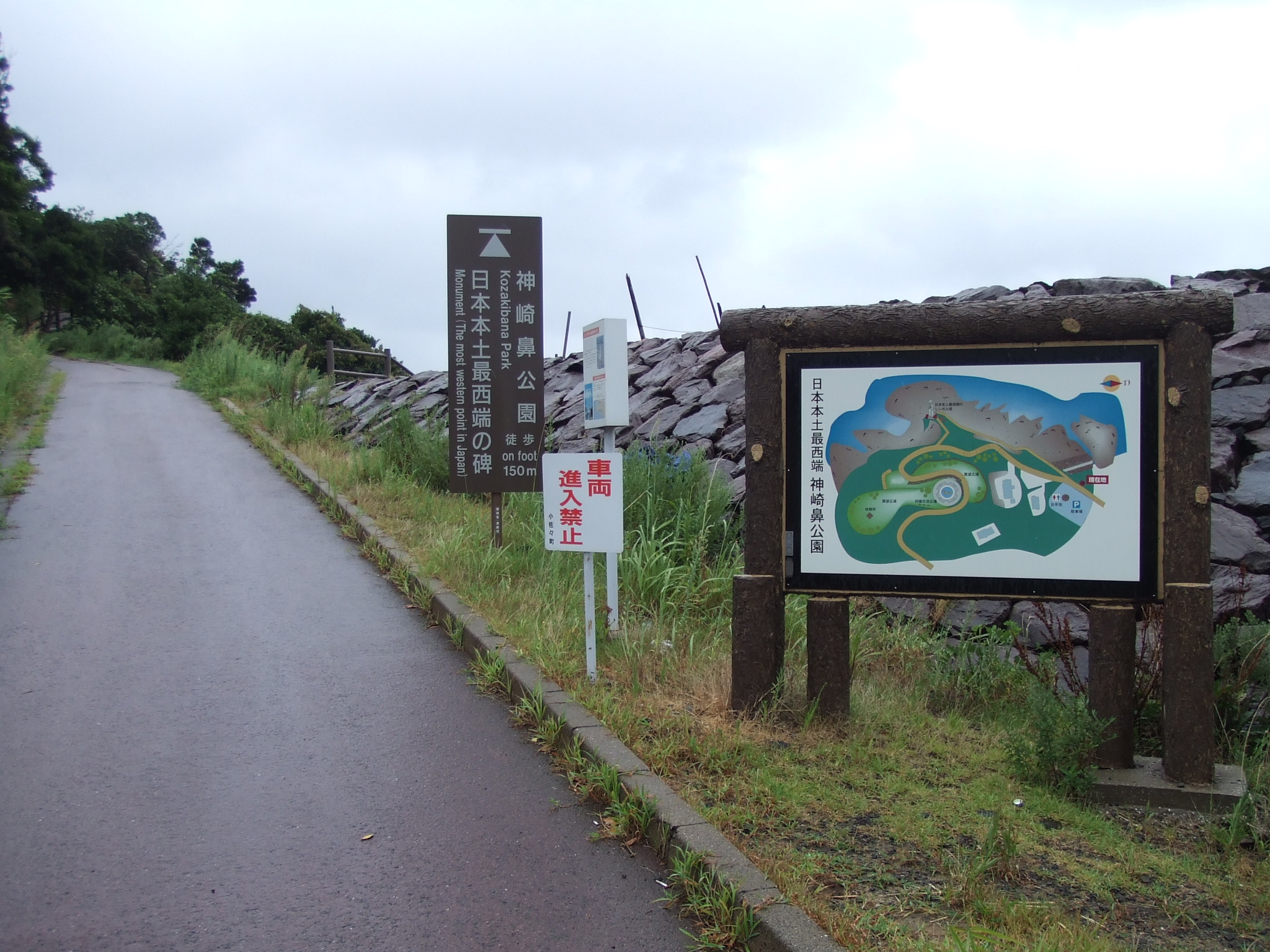
神崎鼻公園 入口（2006年8月17日）
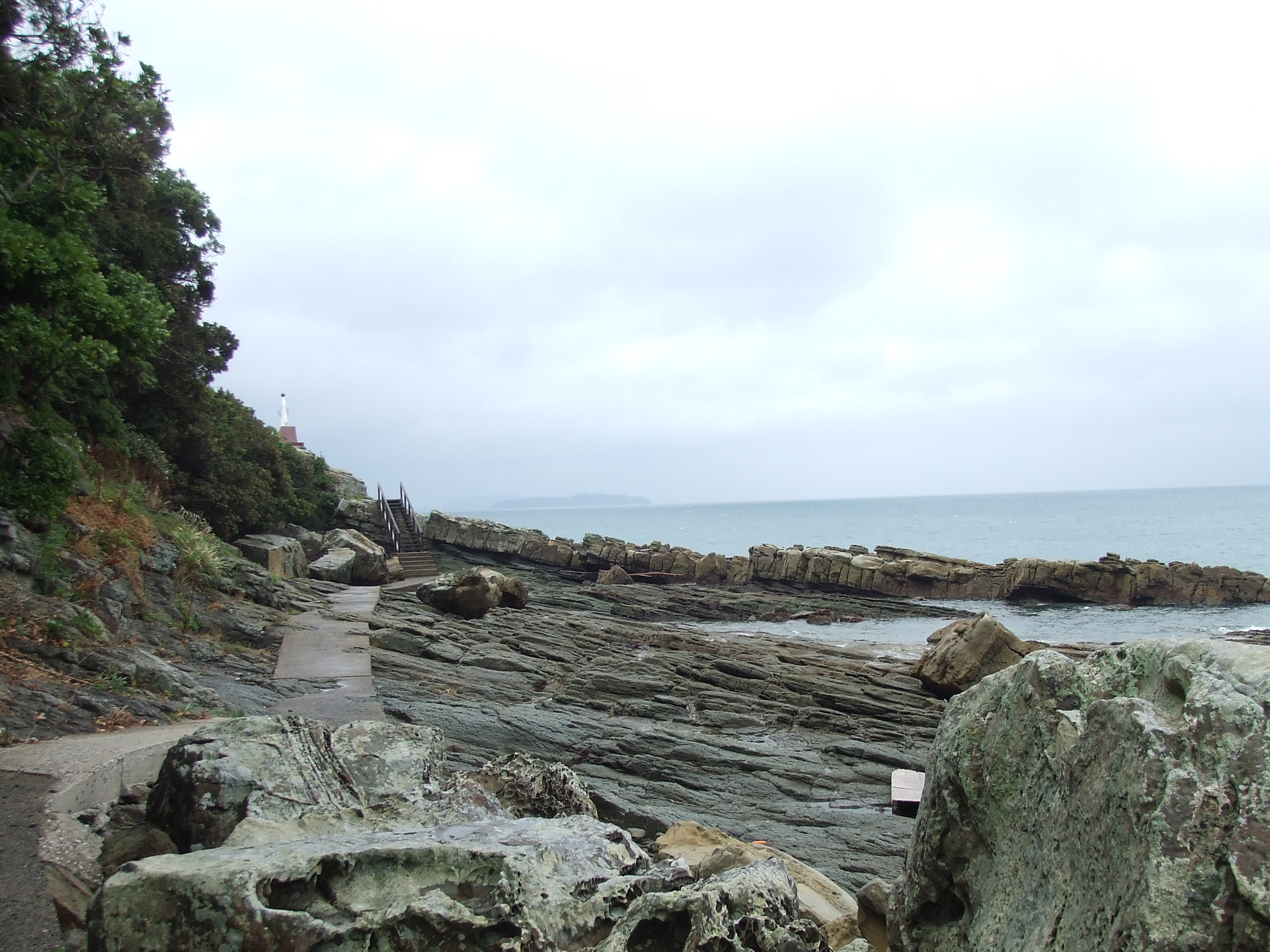
海と隣接する公園の様子（2006年8月17日）
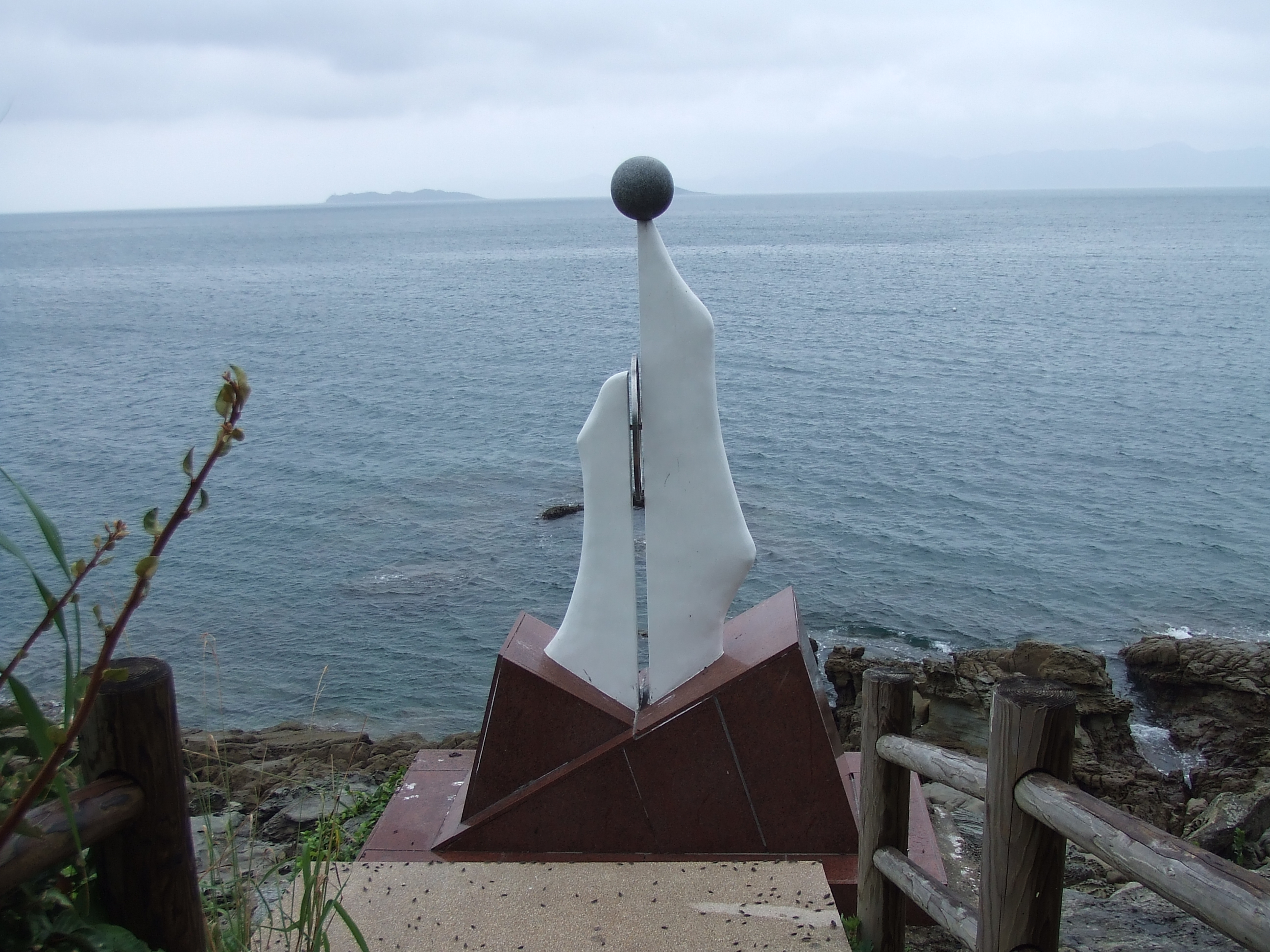
最西端のモニュメント（2006年8月17日）
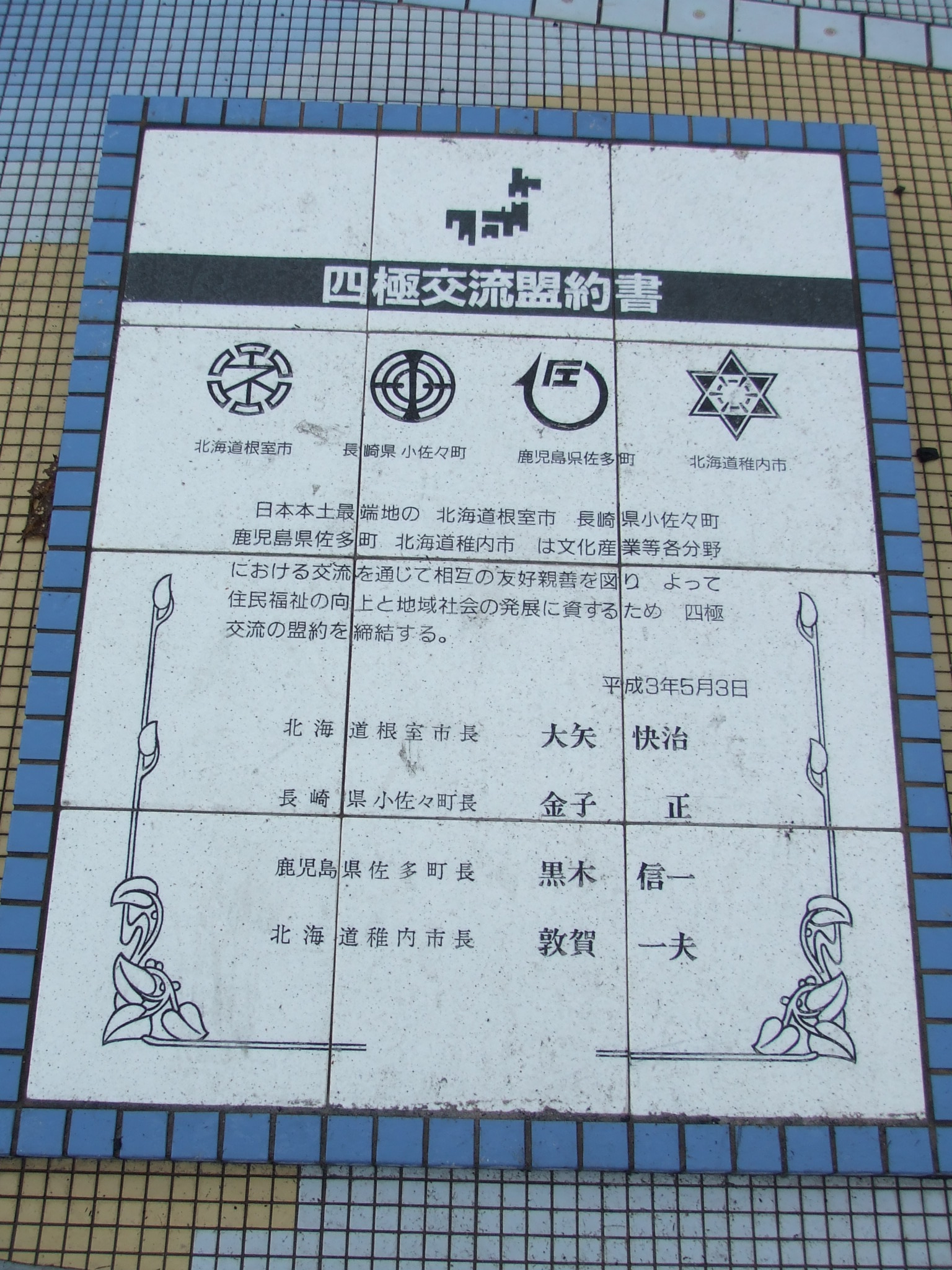
四極交流盟約のプレート（2006年8月17日）